# Karekin
Karekin (em armênio/arménio:  Գարեգին; nascido: Nichan Sarkissian, 27 de agosto de 1932, Kessab, Distrito de Lataquia, Síria – 29 de junho de 1999, Valarsapate, Armênia) serviu como Católico da Igreja Apostólica Armênia entre 1994 e 1999 como Karekin I. Anteriormente, serviu como Católico da Cilícia de 1983 a 1994 como Karekin II.